# Pavlov, Jihlava
Pavlov là một làng thuộc huyện Jihlava, vùng Vysočina, Cộng hòa Séc.